# Uitzetcentrum
Een uitzetcentrum is een tijdelijk huis van bewaring dat is ingesteld door de Dienst Justitiële Inrichtingen om illegaal in Nederland verblijvende vreemdelingen in verzekerde bewaring te kunnen stellen. Het betreft vreemdelingen waarvan verwacht wordt dat ze op korte termijn kunnen worden uitgezet. 
Het ontstaan van deze centra werd mogelijk gemaakt door de Tijdelijke wet noodcapaciteit drugskoeriers, die op 2 februari 2002 van kracht werd. Deze wet voorzag in het vastzetten van drugskoeriers (hoofdzakelijk de zogenaamde bolletjesslikkers) in detentiecentra waar het mogelijk is om meerdere personen in een cel te plaatsen, en waar de voorzieningen beperkter zijn dan in een reguliere gevangenis. Het concept werd vervolgens ook voor de insluiting van illegale vreemdelingen toegepast.
Er zijn twee uitzetcentra:
- Uitzetcentrum Rotterdam;
- Detentie- en uitzetcentrum Noord-Holland. (Justitieel Complex Schiphol)

Uitzetcentrum Schiphol-Oost kwam in het nieuws vanwege een brand die op 27 oktober 2005 aan elf van de gedetineerde vreemdelingen het leven kostte.
De uitzetcentra komen zo mogelijk nog vaker dan de detentiecentra in opspraak, niet alleen vanwege het detentieregime dat strenger is dan in reguliere gevangenissen (zoals een gebrekkiger toegang tot artsen en juristen en langere perioden van insluiting in de cellen), maar ook doordat gezinnen met (soms zeer jonge) kinderen worden ingesloten, hetgeen indruist tegen de rechten van het kind. Tegenstanders van deze uitzetcentra zijn voorts van mening dat in deze centra mensen worden ingesloten die geen strafbaar feit hebben gepleegd. Zij wijzen er op dat het Nederlandse kabinet er voor heeft gekozen om illegaal verblijf niet strafbaar te stellen.